# Nahuel Noll
Pour les articles homonymes, voir Noll.
Nahuel Nicolas Noll, né le 17 mars 2003 à Munich, est un footballeur allemand qui évolue au poste de gardien de but au Hanovre 96, en prêt du TSG Hoffenheim.

## Biographie

### Carrière en club
Noll rejoint l'académie du TSG Hoffenheim en 2019 après un passage au Munich 1860. Il y signe un premier contrat professionnel en juillet 2021 et s’impose comme titulaire avec l'équipe réserve, disputant 64 matchs de Regionalliga et marquant même un but spectaculaire depuis son propre camp face au SG Barockstadt Fulda-Lehnerz en 2023,.
Le 2 février 2024, Noll prolonge son contrat jusqu'en 2027 avec Hoffenheim. Bien qu’il fasse partie du groupe professionnel et apparaisse occasionnellement sur le banc, il ne dispute aucun match de Bundesliga  lors de la saison 2023-2024.
Le 24 avril 2024, il est prêté à Greuther Fürth pour la saison 2024‑2025. Il joue son premier match le 4 août 2024 lors d’une victoire 3‑0 contre Preußen Münster. À 21 ans, il s'impose comme titulaire et permet au Greuther de se maintenir en 2. Bundesliga,.

### En sélections nationales
En mai 2025, Noll est sélectionné en équipe d'Allemagne espoirs pour prendre part au Championnat d'Europe des moins de 21 ans de 2025.

## Vie privée
Son grand-père maternel, Helmut Noll, était un rameur allemand ayant remporté l'argent aux JO d'été de 1952 en deux barré.

## Palmarès

### En sélection
Allemagne espoirs
- Championnat d'Europe
  - Finaliste en 2025